# Sârbi din Germania
Sârbii din Germania sunt al șaptelea cel mai mare grup de străini al țării, numărând 179.048 de etnici sârbi in 2011.
Cei mai mulți locuiesc în jurul orașelor Berlin, Bremen, München, și Stuttgart
Cei mai mulți s-au stabilit ca muncitori, în anii 60', 70', pe vremea fostei Iugoslavii. Iar dupa anii 90', sârbii au migrat masiv în Germania, dar și alte țări germanofone, ca Austria și Elveția.